# 吳凱毓
吳凱毓（英語：Wu Kai-yu）是一名臺灣裔美國電視編劇。
她因在NBC恐怖劇《汉尼拔》和CW電視網超級英雄劇《閃電俠》中的工作而知名。她還開創了Netflix電視劇《彼岸之嫁》。

## 早年生活和教育
吳凱毓出生於臺灣，在馬里蘭州索爾茲伯里長大。她就讀於卡內基美隆大學，主修虛構文學。大學畢業後，她搬到洛杉磯，被聘為機構助理。

## 職業生涯
吳凱毓在電影界的第一份工作是在丹尼·雷納的《巨大的惊喜》中擔任編輯助理後期製作協調員。之後她轉向電視，在Syfy重啟的《飛俠哥頓》中擔任執行製片人的助理。後來她又成為USA中麥特·尼克斯的助理。

### 《汉尼拔》
2013年，吳凱毓面試了NBC汉尼拔·莱克特系列《汉尼拔》的助理職位，但卻被開創者布萊恩·富勒聘用為特約撰稿人。此前，吳凱毓曾寫了一封給富勒的「情書」，名為《Memory Bank》，富勒讀了這封信，使得她被聘用。她繼續為該系列的兩集（「Entrée」和「Naka-Choko」）做出貢獻。

### 《閃電俠》
吳凱毓在DC漫畫製作的CW電視網系列劇《閃電俠》中擔任編劇。她對該系列的第一個貢獻是與聯合創作人傑夫·強斯共同編寫第一季第4集「誤入歧途」，該集介紹了超級反派冷凍隊長／雷納德·史納特（溫特沃思·米勒飾演）。她和強斯共同編寫本季的第10集「冰火大反攻」，其中介紹了臭名昭著的流氓熱浪，他與冷凍隊長聯手向閃電俠挑戰，企圖殺死他，使他向世界表明自己是真的。她與布魯克·艾克梅爾共同創作第16集「逞惡之時」的劇本，故事編輯葛瑞娜·戈德弗里負責編劇。她和戈德弗里重新合作，共同編寫第18集「全明星團隊」；該集與姐妹劇《綠箭俠》交叉播出；之後是第21集「古魯德還活著」。
2015年1月，吳凱毓開始與執行製片人安德魯·克雷斯伯格和勞倫·科爾托（Lauren Certo）一起編寫前傳漫畫系列《閃電俠：第零季》。
隨著第二季的開始，吳凱毓被提升為故事執行編輯。她首先與新的工作人員作家喬·佩拉奇奧（Joe Peracchio）共同編寫第四4集「火風暴的怒火」。這一集介紹了名義上的英雄的新的一半，傑克斯·傑克森，以及鯊魚王有史以來的第一次現場表演。

## 外部連結
- 吳凱毓在互联网电影资料库（IMDb）上的資料（英文）